# Saatlı Rayonu
Saatlı Rayonu är ett distrikt i Azerbajdzjan. Det ligger i den sydöstra delen av landet, 140 km väster om huvudstaden Baku. Antalet invånare är 87 031. Arean är 1 180 kvadratkilometer.
Terrängen i Saatlı Rayonu är mycket platt.
Följande samhällen finns i Saatlı Rayonu:
- Saatlı
- Əhmədbəyli
- Qara Nuru
- Nasimikend
- Severskoye
- Sarıcalar
- Karayevkend
- Bayramovka
- Varxan
- Mollavazlı
- Alisoltanly
- Mamedabad
- Sımada
- Qazanbatan
- Qaracalar
- Potubeyli
- Golovinovka
- Dzhafarkhan

Omgivningarna runt Saatlı Rayonu är i huvudsak ett öppet busklandskap. Runt Saatlı Rayonu är det ganska tätbefolkat, med 72 invånare per kvadratkilometer.